# Vrbovsko
Vrbovsko je naselje in istoimenska občina s statusom mesta (hrvaško Grad Vrbovsko) na Hrvaškem, ki upravno spada pod Primorsko-goransko županijo oziroma leži v Gorskem kotarju. . Administrativno območje ima okoli 5000, samo naselje pa le dobrih 1.200 prebivalcev, medtem ko jih je imel med leti 1960-2000 še okoli 2000. Ima avtomobilsko oznako Reke (RI), čeprav teritorialno ne meji na njeno območje, ampak na Delnice (DE), Ogulin (OG) in Karlovac (KA). 

## Demografija
| Pregled števila prebivalcev po letih | Pregled števila prebivalcev po letih | Pregled števila prebivalcev po letih | Pregled števila prebivalcev po letih | Pregled števila prebivalcev po letih | Pregled števila prebivalcev po letih | Pregled števila prebivalcev po letih | Pregled števila prebivalcev po letih | Pregled števila prebivalcev po letih | Pregled števila prebivalcev po letih | Pregled števila prebivalcev po letih | Pregled števila prebivalcev po letih | Pregled števila prebivalcev po letih | Pregled števila prebivalcev po letih | Pregled števila prebivalcev po letih | Pregled števila prebivalcev po letih | Pregled števila prebivalcev po letih |
| ------------------------------------ | ------------------------------------ | ------------------------------------ | ------------------------------------ | ------------------------------------ | ------------------------------------ | ------------------------------------ | ------------------------------------ | ------------------------------------ | ------------------------------------ | ------------------------------------ | ------------------------------------ | ------------------------------------ | ------------------------------------ | ------------------------------------ | ------------------------------------ | ------------------------------------ |
| 1857                                 | 1869                                 | 1880                                 | 1890                                 | 1900                                 | 1910                                 | 1921                                 | 1931                                 | 1948                                 | 1953                                 | 1961                                 | 1971                                 | 1981                                 | 1991                                 | 2001                                 | 2011                                 | 2021                                 |
| 1216                                 | 1346                                 | 1423                                 | 1506                                 | 1490                                 | 1306                                 | 1269                                 | 1531                                 | 1395                                 | 1736                                 | 1945                                 | 2037                                 | 1993                                 | 2047                                 | 1894                                 | 1673                                 | 1257                                 |